# Gönan
Gönan är ett naturreservat i Leksands kommun och Vansbro kommun i Dalarnas län.
Området är naturskyddat sedan 2017 och är 154 hektar stort. Reservatet omfattar ån Gönan, sjön Gösjön och skogar av tall och gran omkring.